# Валентин, Алберто
Алберто Валентин до Кармо Нето (порт.-браз. Alberto Valentim do Carmo Neto), более известный как Алберто Валентин (род. 22 марта 1975, Оливейра) — бразильский футболист, правый защитник; тренер.

## Биография
Алберто начал свою карьеру в качестве полузащитника. В составе юниорской команды «Гуарани» выиграл молодёжный кубок Сан-Паулу 1994. В финале его команда, в которой также выступали Луизан и Питарелли, обыграла «Сан-Паулу».
На клубном уровне наибольших успехов добился с «Атлетико Паранаэнсе», в составе которого в 1999 году выиграл квалификационный турнир для участия в Кубке Либертадорес 2000, а в 2009 году стал чемпионом штата Парана. Кроме того, будучи игроком итальянского «Удинезе», Валентин в 2000 году выиграл Кубок Интертото. Также выступал за «Гуарани» (Кампинас), «Интернасьонал Лимейру», «Сан-Паулу», «Крузейро», «Фламенго» и «Сиену».
В 2013 году начал тренерскую карьеру, первоначально работал помощником главного тренера в «Атлетико Паранаэнсе». В 2017 году Алберто Валентин впервые был назначен на должность главного тренера в «Ред Булл Бразил». Впоследствии работал в ряде бразильских клубов, в том числе в таких популярных, как «Ботафого» (2018, 2019—2020) и «Васко да Гама» (2018—2019).
1 октября 2021 года назначен главным тренером «Атлетико Паранаэнсе». 20 ноября под руководством Валентина «Атлетико Паранаэнсе» обыграл «Ред Булл Брагантино» в финале Южноамериканского кубка. 10 апреля 2022 года во время послематчевой пресс-конференции по завершении игры 1-го тура Серии A 2022 «Сан-Паулу» — «Атлетико Паранаэнсе» (4:0) объявил о своём уходе из клуба по согласованию с руководством.

## Титулы и достижения
- Чемпион штата Сан-Паулу (1): 1998
- Чемпион Лиги Паулиста A2 (1): 1996
- Чемпион штата Парана (1): 2009
- Победитель молодёжного Кубка Сан-Паулу (1): 1994
- Обладатель Южноамериканского кубка (1): 2021
- Обладатель Кубка Интертото (1): 2000
- Участник символической сборной чемпионата Бразилии (Серебряный мяч) (1): 1996